# Microvenator
Microvenator („malý lovec“) byl rod menšího oviraptorosaurního teropodního dinosaura, který žil před asi 118 až 110 miliony let (spodní křída) na území dnešního státu Montana (USA). Jeho fosilie byly objeveny v geologických sedimentech souvrství Cloverly.

## Historie a popis
Fosilie prvního jedince byly objeveny roku 1933 slavným sběratelem zkamenělin Barnumem Brownem (nekompletní kostra s kat. označením AMNH 3041) a šlo nejspíš o mládě o délce asi 1,3 metru (dospělí jedinci zřejmě měřili na délku kolem 3 metrů). Brown materiál oficiálně nepopsal, pouze mu dal přezdívku "Megadontosaurus" ("ještěr s velkými zuby"), což odkazuje k jeho domněle malému tělu a velké hlavě. Vědecky (formálně) popsal tohoto dinosaura až paleontolog John H. Ostrom roku 1970.

## Systematika
Druh M. celer je jediným dosud známým druhem tohoto rodu. Druhové jméno znamená "rychlý", což odkazuje ke štíhlým tělesným proporcím dinosaura. Další vědecká analýza z roku 1998 ukázala, že mikrovenator byl oviraptorosaur, navíc pak nejstarší zástupce této skupiny, známý dosud ze Severní Ameriky.

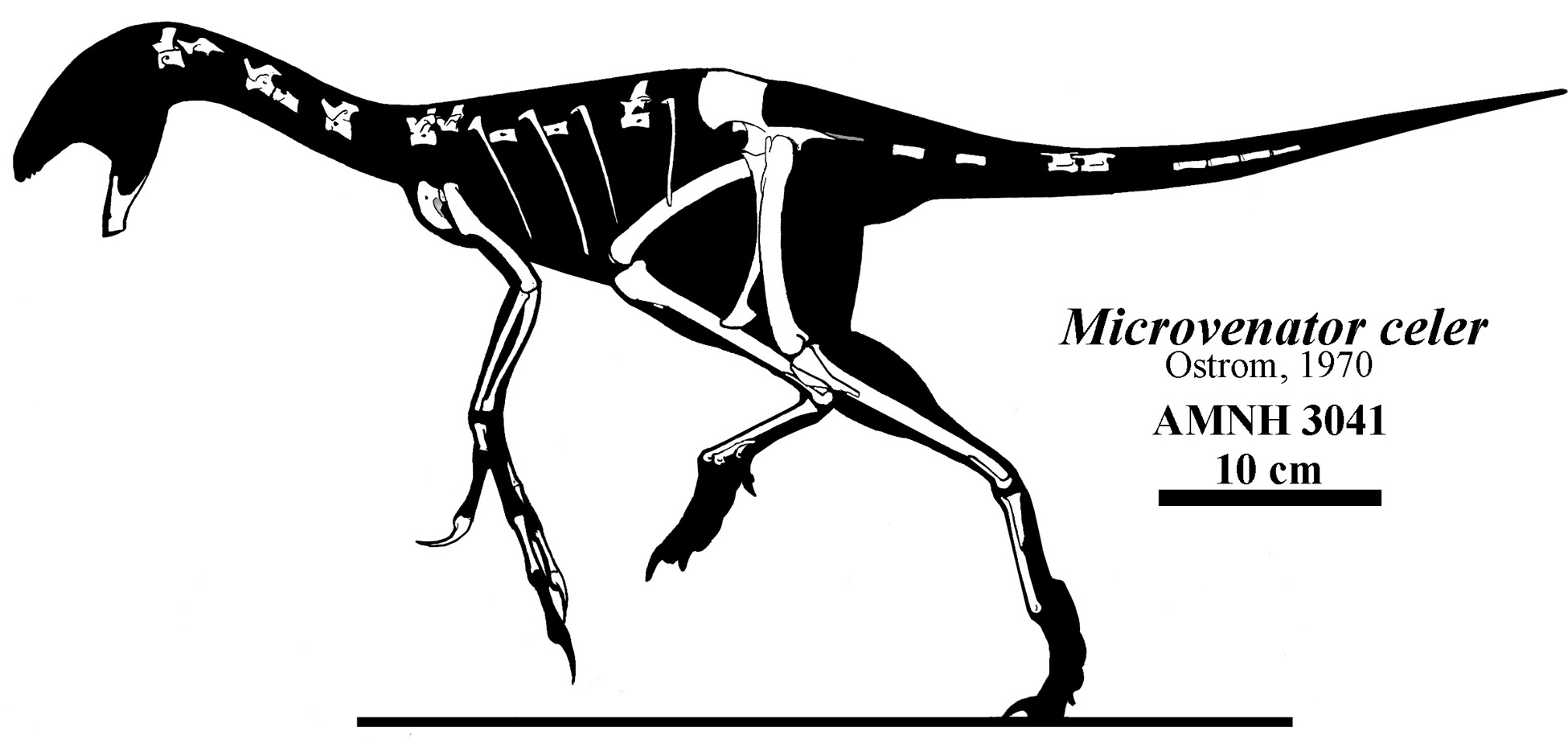
Microvenator celer - kosterní diagram